# Felipe Maia
Felipe Catalão Maia (Rio de Janeiro, 7 de dezembro de 1973) é um advogado, empresário e político brasileiro.
Filho de José Agripino Maia e de Anita Louise Catalão Maia, é primo em segundo grau de Cesar Maia. Formou-se em Direito na Faculdade Cândido Mendes, graduou-se em administração financeira na Fundação Getúlio Vargas e na mesma Fundação Getúlio Vargas cursa MBA em Gestão Empresarial.
Como empresário, fez carreira no comércio e na comunicação, sendo escolhido, em 2005, para a vice-presidência da Federação das Câmaras dos Dirigentes Lojistas do Rio Grande do Norte (CDL-RN)[carece de fontes?].
Em 2006 ingressou formalmente na política, elegendo-se deputado federal pelo Rio Grande do Norte, com 124.382 votos, para a legislatura 2007—2010.
Na Câmara, Felipe Maia é membro titular da Comissão de Constituição e Justiça e de Cidadania. O parlamentar ainda integra a Comissão de Defesa do Consumidor, a Comissão Especial para análise de pagamento de precatórios e a Comissão criada para elaborar o Estatuto da Juventude.
Foi reeleito deputado federal em 2014, para a 55.ª legislatura (2015-2019). Como deputado federal, votou a favor da admissibilidade do processo de impeachment de Dilma Rousseff. Já durante o Governo Michel Temer, votou a favor da PEC do Teto dos Gastos Públicos. Em abril de 2017 foi favorável à Reforma Trabalhista. Em agosto de 2017 votou contra o processo em que se pedia abertura de investigação do presidente Michel Temer, ajudando a arquivar a denúncia do Ministério Público Federal.